# Wildberries
Wildberries ist ein russisches Unternehmen im Bereich des Onlineversandhandels mit Hauptsitz in Moskau. Seit 2017 ist das Unternehmen der größte Onlinehändler in Russland. Neben Russland war Wildberries bis 2022 auch in mehreren EU-Ländern aktiv. 2020 betrug der Umsatz 5,3 Milliarden Euro und die Plattform hatte über 40 Millionen Nutzer. Wildberries erreichte 2023 einen Gewinn von etwa 190 Millionen Euro.

## Geschichte
Im Jahr 2004 fing die damals 28-jährige Mutter Tatjana Bakaltschuk, von ihrem Moskauer Apartment aus, an, über das Internet Bekleidung des deutschen Einzelhändlers Otto zu vertreiben. Sie hatte zuvor erkannt, wie schwierig es für sie und andere junge Mütter war, mit einem Neugeborenen zu Hause Kleidung für sich selbst zu kaufen. Wildberries Wettbewerbsvorteil bestand anfangs darin, dass es keine Vorauszahlung verlangte und eine geringe Provision nahm. Ihr Ehemann Wladislaw Bakaltschuk, ein IT-Techniker, schloss sich ihr bald an, verkaufte sein eigenes Unternehmen und investierte es in Wildberries, um beim Aufbau des Geschäfts zu helfen. Gleichzeitig warben beiden alle ihre Verwandten an, für WIldberries zu arbeiten. Der Mann erhielt 1 Prozent der Firmenanteile.
Wildberries startete mit dem Vertrieb von Kleidung, expandierte aber mit der Zeit in Produktkategorien wie Schuhe, Kosmetika, Haushaltsprodukte, Kinderwaren, Elektronik, Bücher, Schmuck, Lebensmittel und weitere. Das Unternehmen konnte nach der Finanzkrise von 2008 expandieren, da ausländische Unternehmen versuchten, ihre überschüssigen Lagerbestände mit einem starken Abschlag loszuwerden. Im Jahr 2014 war Wildberries zum größten Onlinehändler in Russland angewachsen. Der Umsatz 2016 erreichte 45,6 Milliarden Rubel, im 2023 538,7 Milliarden Rubel. Schon im Jahr 2018 erzielte Wildberries einen Umsatz von 1,9 Milliarden US-Dollar und zog täglich 2 Millionen Besucher an. Laut Forbes wurde Bakaltschuk 2019 zur ersten Selfmade-Milliardärin Russlands.
Im Januar 2020 nahm Wildberries seinen Betrieb in der Europäischen Union mit dem Verkaufsstart in Polen auf. Anfang 2021 expandierte Wildberries nach Deutschland. Im Februar 2021 kaufte Bakaltschuk die kleine russische Bank Standard Credit. Der Kaufpreis ist unbekannt. Wildberries verwendet die Bank für Abrechnungen mit Lieferanten und für die Betreuung von Verbraucherdienstleistungen.
Am Morgen des 13. Januar 2024 war Wildberries’ Lagerhalle in der Nähe von St. Petersburg von einem Großbrand betroffen. Es entstand ein Sachschaden nach vorläufiger Schätzung vom 13. Januar 2024 von umgerechnet etwa 126 Millionen US-Dollar. Das Institute for the Study of War vermutet eine Verbindung zu den dort vorher stattgefundenen Razzien zum Ziel der militärischen Zwangsmobilisierung von Arbeitern.
Die Arbeitsbedingungen des Unternehmens gaben wiederholt Anlass zu Kritik. So kam es aufgrund neuer Regeln, die Versandmitarbeiter finanziell verantwortlich für Kundenretouren machten, zu landesweiten Streiks; und veröffentlichte Videos zeigten weibliche Mitarbeiterinnen in Unterwäsche bei Leibesvisitationen, die aus Angst vor Diebstählen bei Schichtwechsel angeordnet wurden.
2024 kam es zur Scheidung Bakaltschuks. Wegen Korruption und der Wichtigkeit des Zahlungssystems des Unternehmens (zur Umgehung von SWIFT) mischte sich die Politik ein. Auch Ramsan Kadyrow war involviert.
Der ehemalige Mann der Gründerin versuchte am 18. September 2024, in die Räumlichkeiten am Sitz des Unternehmens einzudringen. Bei der folgenden Schießerei kamen zwei Sicherheitsleute ums Leben. 33 Personen sollten verhaftet werden.